# 日本カーボン
日本カーボン株式会社（にっぽんカーボン、英文社名:Nippon Carbon Co., Ltd.）は、東京都中央区に本社を置く炭素製品の大手メーカーである。JPX日経中小型株指数の構成銘柄の一つ。

## 沿革
- 1915年12月20日 - 会社設立。
- 1927年 - 日本では初となる人造黒鉛電極の製造に成功する。
- 1999年 - 新日本カーボン株式会社を吸収合併し、この工場を現在の滋賀工場とする。
- 2021年-同会社で新人社員が上司によるパワハラで自殺する事件が発生。2025年4月労災認定[2][3]。

## 拠点

### 本社
- 東京都中央区八丁堀1-10-7 TMG八丁堀ビル

### 支店・営業所
大阪支店
- 大阪府大阪市北区西天満4-11-22 阪神神明ビル

名古屋営業所
- 愛知県名古屋市中区錦1-6-5 名古屋錦シティビル

### 研究所
- 滋賀県近江八幡市鷹飼町126-1番地

### 工場
富山工場
- 富山県富山市高内27番地

白河工場
- 福島県白河市表郷小松字隠久保1-5番地

滋賀工場
- 滋賀県近江八幡市鷹飼町126-1番地

## グループ

### 連結子会社
| 国             | 企業                           | 事業                           | 資本金        |
| -------------- | ------------------------------ | ------------------------------ | ------------- |
| 日本           | NTCM                           | 炭素製品の製造                 | 6,000万円     |
| 日本           | 日花園                         | スポーツ施設経営               | 1,600万円     |
| 日本           | 日本カーボンエンジニアリング   | 炭素製品・機械器具の製造・販売 | 4,800万円     |
| 日本           | 新日本テクノカーボン           | 炭素製品の製造・販売           | 4億9,300万円  |
| 日本           | NGSアドバンストファイバー      | 炭素製品の製造・販売           | 11億5,000万円 |
| 台湾           | 中央炭素股イ分有限公司         | 炭素製品の製造・販売           | 23百万NTドル  |
| ドイツ         | Nippon Carbon Europe GmbH      | 炭素製品の販売                 | 2万ユーロ     |
| アメリカ合衆国 | NIPPON CARBON OF AMERICA,LLC   | 炭素製品の販売                 | 75万ドル      |
| 中華人民共和国 | Nippon Carbon Shanghai Co.,Ltd | 炭素製品の販売                 | 3百万人民元   |

### 持分法適用関連会社
| 国     | 企業                               | 事業                 | 資本金    |
| ------ | ---------------------------------- | -------------------- | --------- |
| ドイツ | Nippon Kornmeyer Carbon Group GmbH | 炭素製品の製造・販売 | 5万ユーロ |

## 同業他社
- 東海カーボン
- SECカーボン
- 昭和電工
- 東洋炭素